# Pardosa shugangensis
Pardosa shugangensis là một loài nhện trong họ Lycosidae.
Loài này thuộc chi Pardosa. Pardosa shugangensis được Chang-Min Yin, Bao & Peng miêu tả năm 1997.